# كبريتات الكادميوم
كبريتات الكادميوم (أو سلفات الكادميوم) (بالإنجليزية: Cadmium sulfate)‏ مركب كيميائي له الصيغة CdSO4، ويكون على شكل بلورات بيضاء.

## الخواص
- ينحل كبريتات الكادميوم بشكل جيد في الماء، لكنه غير منحل في الإيثانول. يمكن أن يكون خالي من الماء، أو على شكل مائي CdSO4.8/3H2O، الذي له كثافة مقدارها 3.08 غ/سم3 [4]
- يتميز المركب بنقطة انصهار مرتفعة نسبياً.

## الوفرة الطبيعية والتحضير
يوجد كبريتات الكادميوم في الطبيعة بشكل نادر في معدن يدعى دروبيسيت drobecite.
يحضر المركب من تفاعل أكسيد الكادميوم مع حمض الكبريتيك حسب المعادلة:
CdO + H2SO4 → CdSO4 + H2O

## الاستخدامات
- يستخدم مركب كبريتات الكادميوم كخضاب.
- يستخدم ككهرل (إلكتروليت) في خلية ويستون.